# 177 (numero)
Centosettantasette (177) è il numero naturale che segue il 176 e precede il 178.

## Proprietà matematiche
- È un numero dispari.
- È un numero difettivo.
- È un numero semiprimo, ovvero il prodotto dei primi 3 e 59.
- È un numero omirpimes.
- È un numero 60-gonale.
- È un numero idoneo.
- È un numero di Ulam.
- È parte delle terne pitagoriche (177, 236, 295), (177, 1736, 1745), (177, 5220, 5223), (177, 15664, 15665).
- È un numero palindromo nel sistema di numerazione posizionale a base 11 (151).
- È un numero di Leyland.

## Astronomia
- 177P/Barnard è una cometa periodica del sistema solare.
- 177 Irma è un asteroide della fascia principale del sistema solare.

## Astronautica
- Cosmos 177 è un satellite artificiale russo.

## Telefonia
- In Italia è il numero del supporto clienti di Iliad Italia.